# لارس جبريل أندرسون
لارس جبريل أندرسون (بالسويدية: Lars Gabriel Andersson)‏ هو عالم زواحف سويدي، ولد في 22 فبراير 1868 في Vagnhärad ‏ في السويد، وتوفي في 13 فبراير 1951 في ليدينيو ‏ في السويد.